# Колард
Колард (перс. كلرد) — село в Ірані, у дегестані Челав, у Центральному бахші, шагрестані Амоль остану Мазендеран. За даними перепису 2006 року, його населення становило 13 осіб, що проживали у складі 4 сімей.

## Клімат
Середня річна температура становить 14,73 °C, середня максимальна – 28,15 °C, а середня мінімальна – 0,94 °C. Середня річна кількість опадів – 551 мм.
| Клімат поселення                              | Клімат поселення | Клімат поселення | Клімат поселення | Клімат поселення | Клімат поселення | Клімат поселення | Клімат поселення | Клімат поселення | Клімат поселення | Клімат поселення | Клімат поселення | Клімат поселення | Клімат поселення |
| Показник                                      | Січ.             | Лют.             | Бер.             | Квіт.            | Трав.            | Черв.            | Лип.             | Серп.            | Вер.             | Жовт.            | Лист.            | Груд.            |                  |
| Середній максимум, °C                         | 9,50             | 10,29            | 12,71            | 17,79            | 21,80            | 25,85            | 28,15            | 28,10            | 24,97            | 20,94            | 16,06            | 11,30            |                  |
| Середня температура, °C                       | 5,22             | 6,00             | 8,44             | 13,51            | 17,52            | 21,57            | 23,98            | 23,93            | 20,80            | 16,78            | 11,88            | 7,13             |                  |
| Середній мінімум, °C                          | 0,94             | 1,73             | 4,15             | 9,22             | 13,24            | 17,30            | 19,80            | 19,75            | 16,62            | 12,59            | 7,71             | 2,96             |                  |
| Норма опадів, мм                              | 61               | 50               | 51               | 31               | 28               | 20               | 14               | 25               | 48               | 87               | 71               | 65               |                  |
| Середньомісячна швидкість вітру, м/с          | 1.68             | 2.38             | 2.63             | 2.53             | 2.33             | 2.10             | 1.98             | 2.02             | 1.84             | 1.96             | 1.98             | 1.84             |                  |
| Середньомісячна сонячна радіація, кДж/м²·день | 8800             | 11096            | 13278            | 16455            | 19843            | 21685            | 21670            | 19514            | 16221            | 12716            | 10147            | 8259             |                  |
| --------------------------------------------- | ---------------- | ---------------- | ---------------- | ---------------- | ---------------- | ---------------- | ---------------- | ---------------- | ---------------- | ---------------- | ---------------- | ---------------- | ---------------- |
| Джерело:                                      |                  |                  |                  |                  |                  |                  |                  |                  |                  |                  |                  |                  |                  |